# Mitrobuzanes
Mitrobuzanes (em grego clássico: Μιθροβουζάνης, Mithrobouzánēs) foi um rei orôntida de Sofena na segunda metade do século II a.C., possível filho de Zariadres (r. 200–188/163 a.C.) e irmão de Artaxias I (r. 189–160 a.C.), o rei da Grande Armênia. Seu trono foi contestado por Artaxias I, mas conseguiu preservar sua independência dada a interferência do Reino da Capadócia.

## Nome
Meruzanes (Μερουζάνης, Merouzánēs) e Maruzas (Μαρουζᾶς, Marouzãs) são as formas gregas do armênio Meruzã (Մե(հ)րուժան / Մերհուժան, Me(h)ružan / Merhužan) e Meuzã (Մեհուժան, Mehužan), que originou-se no persa médio Mitruchã (Mitrūčan) ou no parta Mirozã (Mihrozan). Todos eles parecem ter se originado no iraniano antigo *Mitrabaujana (*MiΘra-bauǰ-ana-), "prazer, aproveitamento de Mitra", que por sua vez havia sido helenizado como Mitrobuzanes (Μιθροβουζάνης, Mithrobouzánēs).

## Vida
Mitrobuzanes era filho de Zariadres. A duração do reinado de Mitrobuzanes é incerto; ele é atestado entre 188 e 163 a.C.. Após a sucessão de Mitrobuzanes, seu governo foi contestado por seu irmão Artaxias I, que reivindicou o direito de governar Sofena com base em seus direitos de sucessão (primogenitura). No entanto, Mitrobuzanes conseguiu preservar a independência de seu reino, devido ao seu vínculo diplomático (e possivelmente dinástico) com o Reino da Capadócia, onde aparentemente residiu antes de sua ascensão. O próximo sucessor conhecido de Mitrobuzanes foi Arcátias.